# Marie Louise Coninck
Marie Louise Coninck (* 8. Dezember 1936 in Kopenhagen) ist eine dänische Schauspielerin.

## Leben
Marie Louise Coninck absolvierte von 1956 bis 1959 an der Staatlichen Theaterschule in Kopenhagen ihre Schauspielausbildung. Ihr Bühnendebüt hatte sie 1960 am Aalborg-Theater. Sie spielte auch am Folketeatret, am Königlichen Theater Kopenhagen oder am Gladsaxe-Theater. Zudem an Theatern in Oslo und in Stockholm. Seit 1962 wirkte Coninck in mehr als 60 Film- und Fernsehproduktionen als Schauspielerin mit (Stand 2023).
Sie war von 1957 bis zu seinem Tod im Jahr 2017 mit dem Schauspieler Baard Owe verheiratet. Aus der Ehe gingen zwei Töchter und zwei Söhne hervor, darunter der Schauspieler David Owe.

## Filmografie (Auswahl)
- 1964: Et fjernsynsmareridt
- 1966: Untreue (Utro)
- 1967: En dosis polyxethylensorbitanmonolaurat...
- 1968: I Love Blue
- 1974: Snart dages det brødre
- 1976: Could We Maybe (Måske ku' vi)
- 2000: At the Faber (Hotellet, Fernsehserie)
- 2006: Nach der Hochzeit (Efter brylluppet)
- 2006: Johanne i Troldeskoven
- 2013: Department Q: The Keeper of Lost Causes
- 2016: Sprinter Galore